# 樂就
乐就（？—197年），东汉末期袁术部将。
建安二年（197年）九月，袁术侵攻陈，曹操于是东征袁术，袁术听到曹操将来，便抛弃所率军队并自行逃走，只留下其部将桥蕤、李丰、梁纲、乐就于蕲阳以抗拒曹操。曹操到达后，桥蕤等人都被曹操击破并被曹操斩杀。